# Night and Day (opera teatrale)
(Tom Stoppard, Night and Day)
Night and Day è un'opera teatrale del drammaturgo britannico Tom Stoppard, portata al debutto a Londra nel 1978. Usando una guerra civile in una nazione africana immaginaria come pretesto, il dramma esplora il tema della relazione tra capitalismo e colonialismo, oltre ad offrire una satira dei media britannici.

## Trama
Nell'immaginario Paese africano dello Kambawe, il colonnello Shimbu guida un'insurrezione popolare contro il coverno del dittatore locale (ispirato ad Idi Amin). La guerra civile non solo semina morte nella popolazione, ma suscita anche grandi preoccupazioni nel Regno Unito, di cui la nazione era stata una colonia. Infatti, la nazione ha dei grossi interessi in Kambawe per le sue miniere di rame, gestite dal magnate inglese Alistair Carson. Ma una guerra ancora più sottile si sta tenendo a Londra, quelli tra i media che vogliono assicurarsi le anteprime più esclusive sulla rivoluzione africana. Dick Wagner è il giornalista di punta di una prestigiosa testate britannica e, in cerca di uno scoop, va a letto con Ruth, la moglie di Carson. Anche la donna sta combattendo una sua battaglia, non solo per il benessere del matrimonio, ma anche tra l'apparenza gelida e signorile che deve mantenere in pubblico ed il suo tumulto privato. Mentre Wagner cerca di ottenere più informazioni da Ruth, la donna intraprende una relazione clandestina con il giornalista Guthrie, un giovane idealista che è riuscito ad ottenere un'ambitissima intervista con Shimbu.

## Storia degli allestimenti
Peter Wood diresse la prima mondiale dell'opera, in scena al Phoenix Theatre del West End londinese dall'8 novembre 1978. Facevano parte del cast Diana Rigg (Ruth Carson) e John Thaw (Dick Wagner). Night and Day ottenne un buon successo di critica e pubblico, rimanendo in scena per oltre otto mesi e ricevendo una candidatura al Laurence Olivier Award alla migliore opera teatrale. Nel maggio 1979 Maggie Smith rimpiazzò Diana Rigg nel ruolo di Ruth.
Night and Day debuttò all'ANTA Playhouse di Broadway il 27 novembre 1979, sempre con la regia di Peter Wood. Maggie Smith tornò ad interpretare Ruth, mentre Joseph Maher ricopriva il ruolo di Geoffrey Carson; entrambi ricevettero ampi consensi per le loro interpretazioni e furono rispettivamente candidati al Tony Award alla miglior attrice protagonista in un'opera teatrale e al Tony Award al miglior attore non protagonista in un'opera teatrale. La pièce rimase in cartellone per 102 repliche e ricevette una candidatura al Drama Desk Award alla migliore opera teatrale.